# Mortoniellus azuriventer
Mortoniellus azuriventer är en insektsart som först beskrevs av Heinrich Hugo Karny 1924.  Mortoniellus azuriventer ingår i släktet Mortoniellus och familjen vårtbitare. Inga underarter finns listade i Catalogue of Life.